# Kanuslalom-Weltmeisterschaften 2010

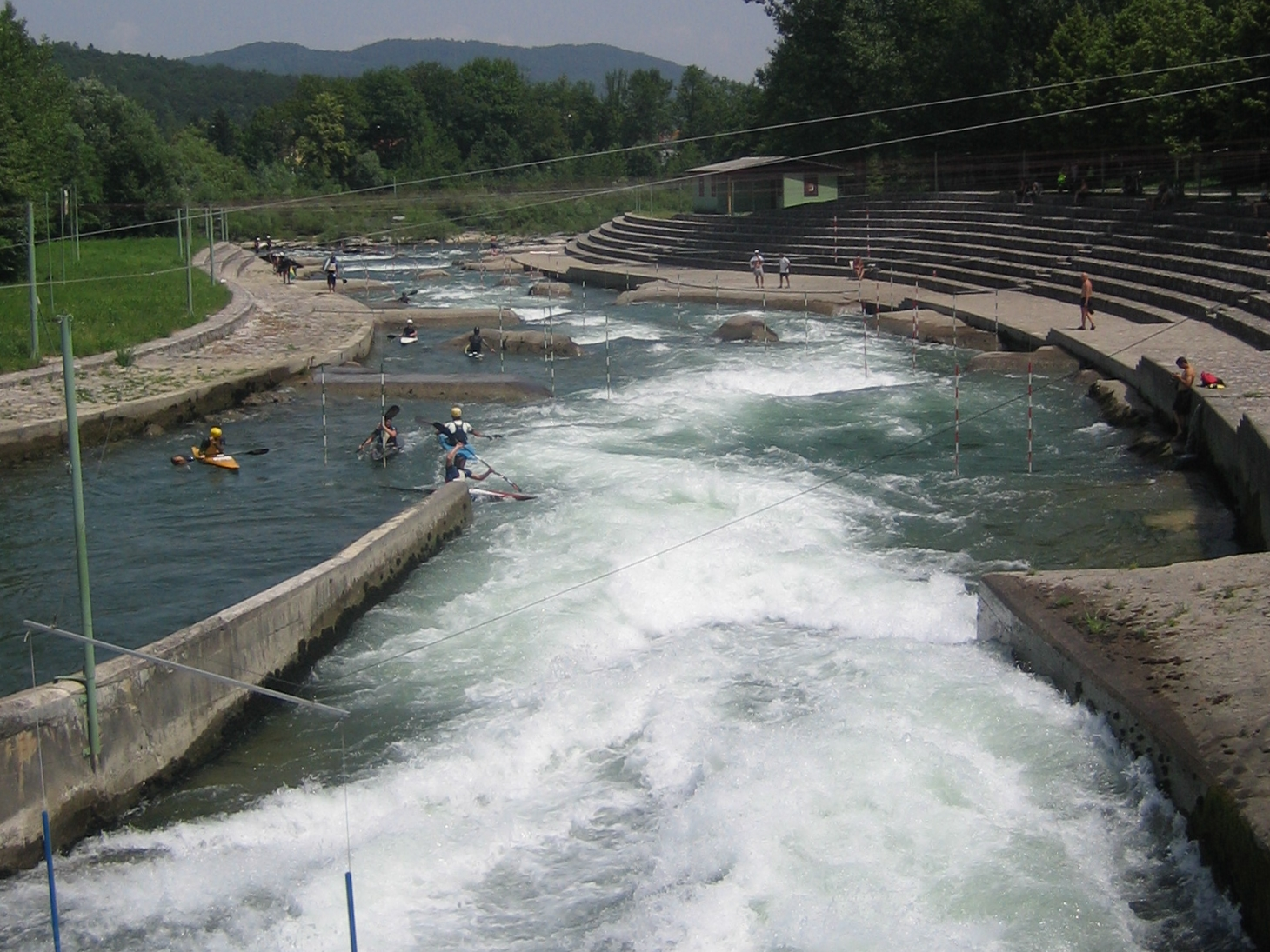
Tacen White Water Course

Die Kanuslalom-Weltmeisterschaften 2010 fanden vom 8. bis 12. September 2010 in Tacen, Ljubljana, Slowenien statt. Veranstaltet wurden die Weltmeisterschaften vom Internationalen Kanuverband (ICF). Tacen war damit nach 1955 und 1991 zum dritten Mal Gastgeber der Kanuslalom-Weltmeisterschaften. Insgesamt wurden neun Wettbewerbe ausgetragen, bei den Männern jeweils eine Einzel- und eine Mannschaftsentscheidung im Einer-Kajak K-1, Einer-Canadier C-1 und Zweier-Canadier C-2 und bei den Frauen eine Einzel- und Mannschaftsentscheidung im Einer-Kajak K-1 sowie eine Einzelentscheidung im Einer-Canadier C-1. Der C-1 der Frauen war zum ersten Mal ein offizieller Wettkampf bei Weltmeisterschaften. Zunächst war auch eine Mannschaftsentscheidung geplant, diese wurde aber abgesagt und wird nun im Jahr 2011 erstmals ausgetragen.
Die Wettbewerbe wurden im Tacen White Water Slalom Course ausgetragen, ein Kanupark am Fluss Save. Die Wettbewerbe litten unter schwierigen Wetterverhältnissen. Durch starke Regenfälle und dem daraus resultierenden Hochwasser auf dem Fluss musste der Zeitplan mehrfach geändert werden. Am zweiten Wettkampftag konnten keine Wettkämpfe ausgetragen werden.
Wie im Vorjahr wurde die Slowakei mit drei Goldmedaillen erfolgreichste Nation der Wettkämpfe. Das deutsche Team gewann insgesamt vier Medaillen in den Mannschaftsentscheidungen, konnte jedoch in den olympischen Einzelentscheidungen erstmals seit der Weltmeisterschaft 1999 keine Medaille erringen.

## Medaillengewinner

### Männer

#### Canadier
| Wettbewerb | Gold                                                                                                | Zeit   | Silber                                                                                     | Zeit   | Bronze                                                                                     | Zeit   |
| C-1        | Tony Estanguet                                                                                      | 95,70  | Michal Martikán                                                                            | 98,61  | Jordi Domenjó                                                                              | 99,41  |
| C-1 Team   | SlowakeiMichal Martikán Alexander Slafkovský Matej Beňuš                                            | 105,34 | DeutschlandJan Benzien Sideris Tasiadis Franz Anton                                        | 106,71 | TschechienStanislav Ježek Michal Jáně Jan Mašek                                            | 110,67 |
| C-2        | SlowakeiPavol Hochschorner Peter Hochschorner                                                       | 105,35 | FrankreichDenis Gargaud Chanut Fabien Lefèvre                                              | 109,00 | Vereinigtes KönigreichDavid Florence Richard Hounslow                                      | 109,36 |
| C-2 Team   | FrankreichDenis Gargaud Chanut Fabien Lefèvre Gauthier Klauss Matthieu Péché Pierre Picco Hugo Biso | 124,90 | TschechienJaroslav Volf Ondřej Štěpánek Tomáš Koplík Jakub Vrzáň Lukáš Přinda Jan Havlíček | 125,70 | DeutschlandKai Müller Kevin Müller Robert Behling Thomas Becker David Schröder Frank Henze | 126,78 |

#### Kajak
| Wettbewerb | Gold                                                    | Zeit   | Silber                                                | Zeit   | Bronze                                                 | Zeit   |
| K-1        | Daniele Molmenti                                        | 91,00  | Vavřinec Hradilek                                     | 91,56  | Jure Meglič                                            | 93,74  |
| K-1 Team   | DeutschlandFabian Dörfler Alexander Grimm Hannes Aigner | 101,80 | FrankreichBoris Neveu Pierre Bourliaud Fabien Lefèvre | 102,92 | ItalienDaniele Molmenti Diego Paolini Stefano Cipressi | 103,55 |

### Frauen

#### Canadier
| Wettbewerb | Gold          | Zeit   | Silber        | Zeit   | Bronze      | Zeit   |
| C-1        | Jana Dukátová | 125,71 | Leanne Guinea | 131,90 | Jessica Fox | 134,18 |

#### Kajak
| Wettbewerb | Gold                                                          | Zeit   | Silber                                                         | Zeit   | Bronze                                         | Zeit   |
| K-1        | Corinna Kuhnle                                                | 102,64 | Jana Dukátová                                                  | 107,73 | Violetta Oblinger-Peters                       | 110,06 |
| K-1 Team   | TschechienŠtěpánka Hilgertová Irena Pavelková Marie Řihošková | 126,23 | DeutschlandJennifer Bongardt Melanie Pfeifer Jasmin Schornberg | 131,42 | SlowenienEva Terčelj Nina Mozetič Urša Krajelj | 136,11 |

## Medaillenspiegel
| Platz  | Land                   | Gold | Silber | Bronze | Gesamt |
| ------ | ---------------------- | ---- | ------ | ------ | ------ |
| 1      | Slowakei               | 3    | 2      | -      | 5      |
| 2      | Frankreich             | 2    | 2      | -      | 4      |
| 3      | Tschechien             | 1    | 2      | 1      | 4      |
|        | Deutschland            | 1    | 2      | 1      | 4      |
| 5      | Österreich             | 1    | -      | 1      | 2      |
|        | Italien                | 1    | -      | 1      | 2      |
| 7      | Australien             | -    | 1      | 1      | 2      |
| 8      | Slowenien              | -    | -      | 2      | 2      |
| 9      | Spanien                | -    | -      | 1      | 1      |
| 10     | Vereinigtes Königreich | -    | -      | 1      | 1      |
| Gesamt | Gesamt                 | 9    | 9      | 9      | 27     |